# Saint-Maximin, Gard
Saint-Maximin är en kommun i departementet Gard i regionen Occitanien i södra Frankrike. Kommunen ligger i kantonen Uzès som tillhör arrondissementet Nîmes. År 2022 hade Saint-Maximin 794 invånare.

## Befolkningsutveckling
Antalet invånare i kommunen Saint-Maximin
Referens:INSEE